# Bajrang Punia
Bajrang Punia (født 26. februar 1994) er en indisk bryder, der konkurrerer i fristil.
Han repræsenterede Indien ved Sommer-OL 2020 i Tokyo , hvor han tog bronze i 65 kg.